# José Ingenieros
 (février 2010).
Le contenu est difficilement compréhensible vu les erreurs de traduction, qui sont peut-être dues à l'utilisation d'un logiciel de traduction automatique.
José Ingenieros, né le 24 avril 1877 à Palerme (Italie); décédé le 31 octobre 1925 à Buenos Aires (Argentine), né Giuseppe Ingegneri, était un médecin, psychiatre, psychologue, pharmacien, écrivain, enseignant, philosophe et sociologue italo-argentin. Son livre Évolution des idées argentines fut crucial dans la compréhension du développement historique de l'Argentine en tant que nation. Il fut notamment important pour les étudiants qui inspirèrent la Réforme Universitaire (en•es•es) de 1918.

## Biographie
Fils de Salvatore Ingegnieri et de Ana Tagliavia, il suivit ses études en primaire à l'Institut National. En 1888, il incorpora le Colegio Nacional de Buenos Aires, à l'époque dirigé par Amancio Alcorta. En 1892, ayant déjà fini ses études secondaires, il fonde la revue La Réforme et une année plus tard, en 1893, il entre comme élève à la faculté de médecine de Buenos Aires. Il y obtient le diplôme de pharmacien en 1897, puis de médecin en 1900 avec une thèse intitulée Simulation dans la lutte pour la vie.
En 1903, l'Académie Nationale de Médecine le promut pour Simulation de la folie (suite de sa thèse éditée en livre). Il fut nommé chef de la Clinique des Maladies nerveuses de la Faculté de Médecine de l'Université de Buenos Aires et en 1904, il obtint la suppléance de la Chaire de Psychologie Expérimentale à la Faculté de Philosophie et Lettres.
Il devient un membre éminent de la Chaire de Neurologie de José María Ramos Mejía et du Service d'Observation des Aliénés de la Police de la Capitale, service dont il deviendra le directeur.
Entre 1902 et 1913, il dirige les archives de Psychiatrie et Criminologie et prit en charge l'Institut de Criminologie du Pénitencier National de Bueno Aires, alternant son travail et des conférences dans des universités européennes.
En 1908, il rejoint la Chaire de Psychologie Expérimentale dans la Faculté de Philosophie et de Lettres de l'Université de Bueno Aires. Cette année-là, il fonde la Société de Psychologie.
En 1909, il fut élu Président de la Société Médicale Argentine et nommé Délégué Argentin du Congrès Scientifique International de Bueno Aires. Il complète ses études scientifiques dans des Universités de Paris, Genève, Lausanne et Heidelberg.
Ses essais sociologiques, tel qu' El Hombre Mediocre (L'homme médiocre en français) et ses essais critique et politique, tels qu' Al margen de la ciencia, Hacia una moral sin dogmas, Las Fuerzas Morales, Evolución de las ideas argentinas et Los tiempos nuevos eurent un grand impact sur l'enseignement au niveau universitaire en Argentine et furent très influents au sein de la jeunesse latino-américaine.
En plus de diriger son journal bimestriel, "Seminario de Filosofía", il utilisa sa passion pour la science dans son combat pour une forte éthique sociale. Il fut considéré comme un intellectuel de poids de son époque.
Pendant la Réforme universitaire lancée en 1918, il fut élu sous-doyen de la faculté de Philosophie et de Lettres, avec l'appui du mouvement étudiant.
En 1914, il se maria avec Eva Rutenberg à Lausanne, les fiançailles ayant eu lieu à Bueno Aires. Ils eurent quatre enfants, Delia, Amalia, Julio et Cecilia. Son épouse vécut une trentaine d'années de plus que lui, sa plus jeune fille Cecilia est décédée en 1995 et sa plus âgée Delia en 1996.
En 1919 il renonça à toutes ses fonctions académiques et commença à partir de 1920 sa lutte politique, participant de manière active au groupe progressiste Claridad, de tendance communiste.
En 1922, il proposa la formation de l'"Union Latino-américaine", une organisation de lutte contre l'impérialisme qui promut continuellement les idées anti-impérialistes.
En 1925, un peu avant son décès, il créa le mensuel "Renovación", anti-impérialiste, signant sous les pseudonymes de Julio Barreda Lynch et de Raúl H. Cisneros.
Peu à peu, il évolua de ses premières prises de position pour le Socialisme d'État et commença à collaborer avec les journaux anarchistes, devenant ouvertement un sympathisant anarchiste, nombre de ses œuvres reflètent cette influence. Il fut sans doute influencé grandement par le criminologue italien Pietro Gori.
Il est décédé à l'âge de 48 ans, le 31 octobre 1925.

## Publications

### Première période
- 1902: La psicopatología en el arte, Buenos Aires
- 1902: La simulación en la lucha por la vida, Buenos Aires
- 1903: Simulación de la locura, Buenos Aires
- 1904: Histeria y sugestión, Buenos Aires
- 1906: Patología del lenguaje musical, París
- 1906: Crónicas de viaje, Buenos Aires
- 1907: La locura en la Argentina, Buenos Aires

### Seconde période
- 1910: Archivos de Psiquiatría y Criminología, aplicadas a las ciencias afines. Lecciones desarrolladas en su curso universitario de 1910. Buenos Aires
- 1911: Principios de psicología, Buenos Aires
- 1913: El hombre mediocre, Madrid (traduit en français sous le titre L'homme médiocre)
- 1917: Hacia una moral sin dogmas, Buenos Aires
- 1917: Ciencia y filosofía, Madrid
- 1918: Sociología argentina, Buenos Aires
- 1918: Proposiciones relativas al porvenir de la filosofía, Buenos Aires
- 1918: Evolución de las ideas argentinas, Buenos Aires
- 1919: Las doctrinas de Ameghino, Buenos Aires
- 1921: Los tiempos nuevos, Buenos Aires
- 1922: Emilio Boutroux y la filosofía francesa, Buenos Aires
- 1922: La cultura filosófica en España, Buenos Aires
- Las fuerzas morales, obra póstuma
- Tratado del amor, obra póstuma

### Articles
- 1898: «Unilateralidad psicológica de los sabios oficiales», artículo en la revista Philadelphia (Buenos Aires), 7 de noviembre de 1898.
- 1897: «La ciencia oficial y la facultad de ciencias herméticas», artículo en el diario La Montaña, año I, n.º 11, 1 de septiembre de 1897.
- 1915: «El contenido filosófico de la cultura argentina», artículo en Revista de Filosofía (Buenos Aires), enero de 1915.
- 1905: «El elogio de la risa», artículo en Chinón; publicado también en la revista Teosofía en Argentina, número 4, 1996.

## Référence
- (es) Cet article est partiellement ou en totalité issu de l’article de Wikipédia en espagnol intitulé « José Ingenieros » (voir la liste des auteurs).